# Odezia perfusa
Odezia perfusa är en fjärilsart som beskrevs av Franz Dannehl 1927. Odezia perfusa ingår i släktet Odezia och familjen mätare. Inga underarter finns listade i Catalogue of Life.